# Čáslav
Čáslav (pronunciado en checo /tʃaːslaf/) es una localidad situada en el distrito de Kutná Hora, ubicado a su vez en la región de Bohemia Central, en la República Checa. Históricamente, también es conocida por su nombre en alemán, Tschaslau.

## Historia
La historia de Čáslav comienza a partir del año 800, cuando se funda, en torno a una ciudadela, el asentamiento conocido como Hrádek. En las inmediaciones de este enclave, en el 1250, el rey Otakar II de Bohemia fundó una nueva población, alrededor de una enorme plaza pública.
En 1421, las Cortes de Bohemia se reunieron en Čáslav y votaron un gobierno husita.
En 1639 y en 1642, en el transcurso de la Guerra de los Treinta Años, Čáslav fue destruida e incendiada por las tropas suecas.
En 1751, Čáslav se convirtió en la cabecera de su condado.
El Museo de Čáslav Museum, uno de los más antiguos de Bohemia, fue fundado en 1864.
En 1910, se descubrió en una parroquia de Čáslav parte del cráneo de un famoso general husita, Jan "Žižka" de Trocnov.

## La sinagoga
La sinagoga de Čáslav se construyó entre 1899 y 1900, según el proyecto de Wilhelm Stiassny, quien se inspiró en el estilo morisco de la sinagoga de Santa María la Blanca, de Toledo. Estuvo en activo hasta 1939, fecha en la que quedó destruida, en el contexto del Holocausto judío. Tras la Segunda Guerra Mundial, se utilizó primero como almacén y luego, entre 1969 y 1989, como galería. Finalmente, en 1989, el edificio fue restaurado y devuelto a la comunidad judía de Praga.

## Base aérea
Al nordeste de la localidad, se encuentra una base aérea de la Fuerza Aérea Checa.

## Personas destacadas
- Jan Ladislav Dusík, compositor y pianista, que viajó por Europa y vivió en Londres.
- Miloš Forman, director de cine y ganador de dos Premios Óscar en 1975 y 1984.
- Antonin Chittussi, pintor impresionista.
- David Jarolím, futbolista.
- Jarmila Kratochvílová, deportista.
- Jan Karafiát, sacerdote calvinista y escritor de cuentos infantiles.
- Jiří Mahen, escritor.
- František Moravec, oficial de inteligencia militar.
- Antonín Rükl, astrónomo.
- Josef Svoboda, escenógrafo.
- Rudolf Těsnohlídek, escritor.
- Ludmila Formanová, deportista.
- Stanislav Mach, compositor y organista.